# Stupid Love (Jason Derulo)
Stupid Love è un brano musicale del cantante statunitense Jason Derulo, pubblicato internazionalmente come quinto singolo estratto dal suo terzo album in studio Tattoos del 2013.

## Composizione
"Stupid Love" è un brano di natura rhythm and blues che infonde al suo interno ritmi di chitarra, con una durata di esecuzione di tre minuti e 35 secondi: è stato scritto dallo stesso Jason Derulo con la partecipazione di RedOne, Rush e Giordania Sapp, e per la buona sonorità delle melodie della canzone e dei suoni di concerti è stato acclamato dalla critica per la sua somiglianza a varie canzoni di Justin Timberlake e Enrique Iglesias.
Le sessioni di registrazione si sono svolte nei Calice Recording Studios di Hollywood, a Los Angeles e rimaterializzato successivamente a New York.

## Video musicale
Il video di "Stupid Love" è stato diretto da Gil Green e girato nella città natale del cantante, a Miami, in Florida: il video è stato proiettato in anteprima mondiale dallo stesso Jason sul suo canale YouTube il 4 febbraio 2014. La clip mostra il cantante e sua moglie che si trasferiscono in una nuova casa, e dopo averla dipinta e sistemata a dovere la coppia si ritrova accoccolata in una vasca idromassaggio: si capisce poi che la figura di Derulo è nient'altro che la sua anima, poiché egli è rimasto ucciso durante una rapina andata male da un gruppo di ladri nel tentativo di entrare nella sua casa, mentre cercava di proteggere sua moglie; il video lo fa intendere inquadrando la zona dove si trova il cuore del cantante, perforata da due proiettili.

## Esibizioni dal vivo
Derulo ha eseguito la canzone durante tutta la durata del suo Tatoos World Tour, nel 2014.

## Classifiche
| Classifica (2014) | Posizione più alta |
| ----------------- | ------------------ |
| Australia         | 17                 |
| Bulgaria          | 5                  |
| Regno Unito       | 9                  |